# Могикане Парижа (пьеса)
«Могикане Парижа» или «Парижские могикане» (фр. Les Mohicans de Paris) — драма французского писателя Александра Дюма-отца, написанная им совместно с Полем Бокажем на основе одноимённого романа и поставленная на сцене в 1864 году.

## Сюжет и судьба текста
Действие пьесы происходит в Париже в 1820-х годах. Дюма и Бокаж использовали здесь только одну из семи сюжетных линий, которые разрабатываются в романе «Могикане Парижа». Господин Жерар убивает своих племянников ради наследства, племяннице удаётся спастись, позже таинственный Сальватор (переодетый принц, ставший заглавным героем ещё одного романа) вырывает её из рук похитителей и заставляет Жерара во всём сознаться.
Готовя эту пьесу к постановке, Дюма столкнулся с противодействием цензуры, так что ему пришлось сократить «Могикан Парижа» с 12 сцен до 9. Премьера состоялась 20 августа 1864 года. Пьеса ни разу не публиковалась в полном виде; рукопись, содержащая три запрещённые сцены, хранится в Национальном архиве в Париже.